# Parla con me (Love Is Clear)
Parla con me (Love Is Clear) è un singolo del cantautore italiano Anansi, pubblicato il 15 luglio 2011 come secondo estratto dal secondo album in studio Tornasole.

## La canzone
Il brano è stato composto da Stefano Bannò e U. Minati ed è la versione italiana del brano Love Is Clear, presente nell'album Tornasole.

## Video musicale
Per la canzone è stato realizzato un videoclip, diretto da Matteo Scotton.

## Tracce
1. Parla con me (Love Is Clear) – 3:16 (testo: Stefano Bannò – musica: Stefano Bannò, U. Minati)